# Б'яссоно
Б'яссоно (італ. Biassono) — муніципалітет в Італії, у регіоні Ломбардія,  провінція Монца і Бріанца.
Б'яссоно розташовані на відстані близько 490 км на північний захід від Рима, 20 км на північ від Мілана, 6 км на північ від Монци.
Населення — 6956 осіб (2014).
Щорічний фестиваль відбувається третього тижня вересня. Покровитель — святий Мартин.

## Демографія
Населення за роками:

Станом на 1 січня 2023 року в муніципалітеті офіційно проживало 765 іноземців з 64 країн, серед них 190 громадян країн Євросоюзу та 73 громадяни України.

## Сусідні муніципалітети
- Аркоре
- Лезмо
- Ліссоне
- Макеріо
- Ведано-аль-Ламбро
- Віллазанта